# 北陸名鉄運輸
北陸名鉄運輸株式会社（ほくりくめいてつうんゆ）は、石川県金沢市に本社を置く運送会社。

## 概要
名鉄NX運輸の子会社で福井県・石川県・富山県を営業エリアとしている。
2007年10月1日をもって社名を北陸名鉄カーゴサービス株式会社から北陸名鉄運輸株式会社に変更した。
こぐまのマスコットが目印である。

## 沿革
- 1988年（昭和63年） - 石川県羽咋市に石川名鉄配送株式会社設立[2]。
- 1995年（平成7年） - 北陸名鉄カーゴサービス株式会社に名称変更[2]。
- 2007年（平成19年） - 北陸名鉄運輸株式会社に名称変更[2]。
- 2018年（平成30年） - 北陸名鉄急配株式会社を吸収合併[4]。